# 17 let Oktiabrià
17 let Oktiabrià - 17 лет Октября (rus) - és un khútor de la República d'Adiguèsia, a Rússia. Es troba a la vora del riu Ulka, a 13 km al nord de Tulski i a 8 km a l'est de Maikop.
Pertany al municipi de Sévero-Vostótxnie Sadi.